# Vlag van Cumbria

Vlag van Cumbria

De vlag van Cumbria is de vlag van het Engelse graafschap Cumbria. Op de groene rand staan Parnassusbloemen (die Cumberland voorstellen) afgewisseld met witte rozen (Yorkshire) met daarboven rode rozen (Lancashire). Het midden van het schild bestaat uit segmenten van blauw, wit, geel en groen die worden verdeeld door golvende verticale lijnen en zigzag horizontale lijnen. Dit stelt het nieuwe graafschap voor en van links naar rechts tonen de verticale lijnen van segmenten: blauw en wit voor de zee, blauw en geel (goud) voor de meren en landbouw, groen en wit voor bergen en meren en groen en geel (goud) voor bergen en landbouw.